# Мелхиседек (Лебедев)
Архиепи́скоп Мелхиседе́к (в миру́ Васи́лий Миха́йлович Ле́бедев; 26 января 1927, Ново-Черкасово, Шатурский район, Московская область — 8 июня 2016, Климовск, Московская область, Российская Федерация) — епископ Русской православной церкви.

## Биография
Родился 26 января 1927 года в деревне Ново-Черкасово Шатурского района Московской области, в семье крестьянина. Родители, будучи верующими людьми, посещали приходской храм, брали с собой и юного Василия. Василий уже с шести лет научился быстро читать по церковно-славянски. Учился в школе. Читал и пел на клиросе, до закрытия храма в селе в 1937 году. После школы был рабочим на заводе в городе Кашире Московской области.
Узнав об открытии в Москве богословских курсов, Василий захотел приобрести духовное образование и осенью 1946 года поступил в Московскую духовную семинарию, а в 1950 году закончил её по первому разряду.
18 июля 1950 года архиепископом Можайским Макарием (Даевым) он был рукоположен во диакона, а 21 июля — во священника в Преображенской церкви села Бесово Московской области. В декабре того же года переведён священником в Пятницкую церковь села Туголес. Здесь трудами и заботами отца Василия были проведены большие ремонтные и реставрационные работы, расписаны боковые приделы и алтарь.
В феврале 1955 года назначен настоятелем Воскресенской церкви села Молоди. К 1960 году возведён в сан протоиерея. В 1961 году в разгар хрущёвской антирелигиозной кампании церковь была закрыта.
В январе 1961 года переведен на должность благочинного церквей Орехово-Зуевского округа Московской епархии и назначен настоятелем Богородице-Рождественского собора города Орехово-Зуево. За время служения протоиерея Василия Лебедева в благочинии был закрыт только один храм (Успенский в селе Стромынь); это обратило на себя внимание священноначалия.
У отца Василия в семье к этому времени уже было трое детей. Все они со временем пошли духовным путём: старший сын принял монашество с наречением имени Пантелеимон и служил в Московской епархии (умер в сане игумена 30 июля 1994 года), средний сын Константин стал священником (умер 11 сентября 2012 года), третий сын Павел служил диаконом (умер 14 апреля 1986 года), а дочь Ольга вышла замуж за Александра Ганабу, в 1991—2015 годах занимавшего должность секретаря Московского епархиального управления. В 1961 году он пережил развод с супругой.
В 1962 году поступил в Московскую духовную академию. В 1963 году вступил в число братии Троице-Сергиевой лавры и, приняв монашество с именем Мелхиседека, был направлен в Троицкое патриаршее подворье в Переделкине.
После третьего курса патриарх Алексий I и Священный синод Русской православной церкви определили быть ему епископом Вологодским и Великоустюжским. Однако занятий в академии он не оставил и, подготовившись за лето по восьми предметам, оставшимся на четвёртом курсе, сдал их экстерном за два дня. Взялся за написание кандидатской работы «Второй Ватиканский собор. Историко-критический обзор» и, защитив её через два года, получил степень кандидата богословия.
15 июня 1965 года был возведён в сан архимандрита.

### Архиерейство
17 июня 1965 года в Успенском соборе Троице-Сергиевой лавры состоялась его архиерейская хиротония. Хиротонию совершали митрополит Ленинградский и Ладожский Никодим (Ротов), архиепископ Тульский и Белёвский Алексий (Коноплёв), епископы Дмитровский Филарет (Денисенко) и Волоколамский Питирим (Нечаев).
7 октября 1967 года был назначен епископом Венским и Австрийским.
24 июня 1968 года назначен членом делегации от Русской православной церкви на IV ассамблею Всемирного совета церквей.
8—11 мая 1969 года участвовал в торжествах 1100-летия со дня блаженной кончины святого Кирилла, проходивших в Болгарии.
25 июня 1970 года был назначен епископом Пензенским и Саранским.
При разрешении вопросов, связанных с деятельностью церквей, по мнению уполномоченного Совета по делам религий С. С. Попова, он вёл себя, в основном, правильно. Так, по рекомендации Попова, Мелхиседек направил всем священнослужителям епархии для разъяснения верующим послания «О соблюдении установленного порядка обоюдного согласия родителей при крещении детей» (28.06.1972), «О нежелательности обильных приношений в церковь хлеба и других продуктов в дни памяти усопших» (14.05.1973), «О недопущении случаев повторной продажи несгоревших свечей» (11.06.1973) и т. д. Мелхиседек довольно часто выезжал по приходам области. «Однако эти поездки не выходят за рамки, установленные законом. По характеру вспыльчив. В быту ведёт себя не всегда выдержанно».
После ухода на покой архиепископа Казанского Михаила (Воскресенского) был назначен временным управляющий епархией. Успел послужить во всех городских храмах и произвести хорошее впечатление на верующих. Патриарх Пимен планировал назначить его на Казанскую кафедру, однако активная позиция нового епископа заставила уполномоченного Совета по делам религий выступить категорически против этого назначения, которое, по его мнению, повлекло бы конфликт из-за переноса здания епархиального управления: владыке Мелхиседеку очень не понравилось место и сам дом, он заявлял, что будет требовать от властей компенсации. Кроме того, по мнению епископа Мелхиседека, приходы перечисляли очень мало средств на содержание епархиального управления.
3 марта 1976 года постановлением Священного синода был назначен в состав Синодальной комиссии по вопросам христианского единства.
9 сентября 1976 года был возведён в сан архиепископа.
С 22 июля по 13 августа 1978 года был наблюдателем на Ламбетской конференции, куда направлен постановлением Священного синода.

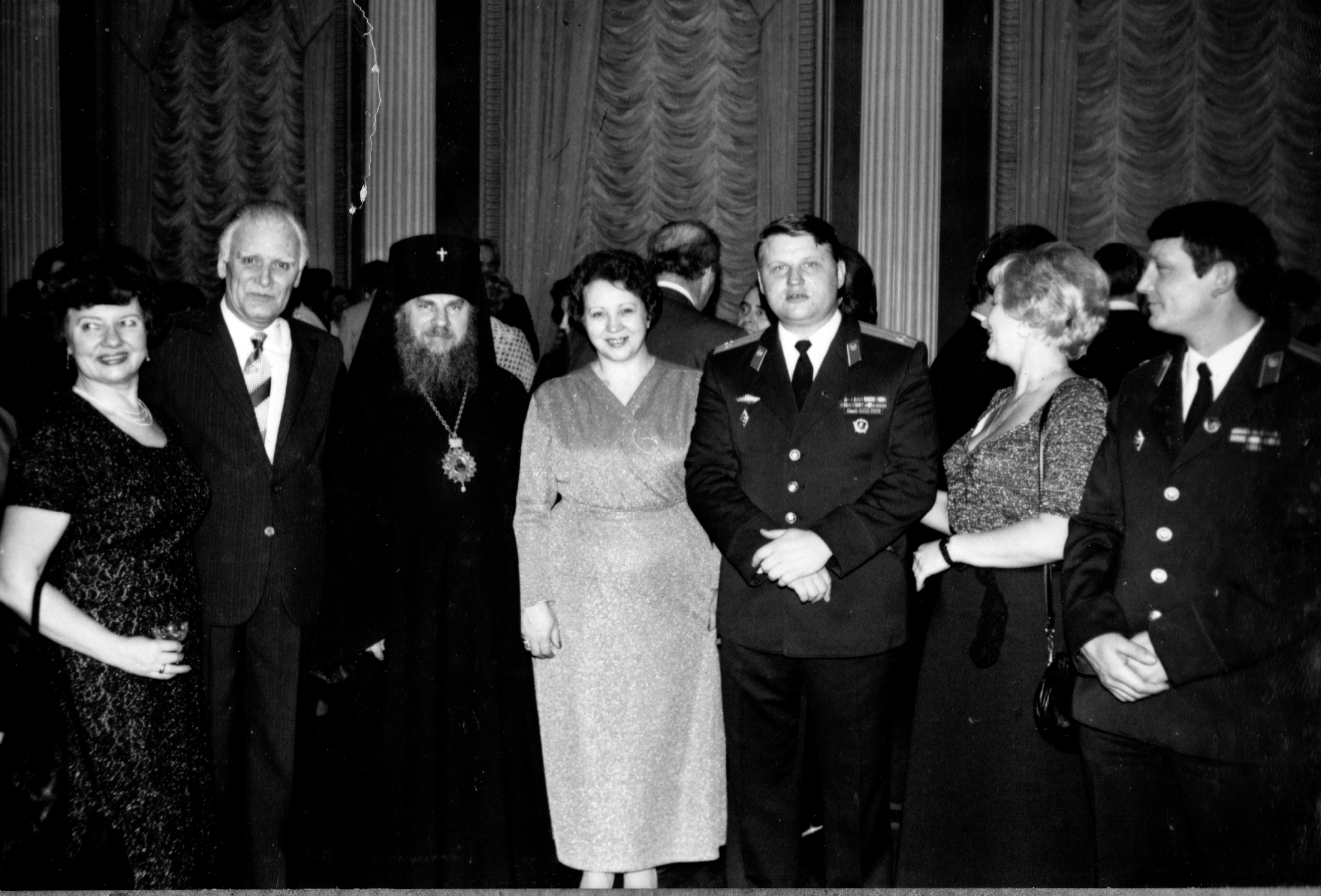
Архиепископ Мелхиседек (Лебедев Василий Михайлович) на приёме в Посольстве СССР в ГДР 1982

10 октября 1978 года был назначен архиепископом Берлинским и Среднеевропейским, патриаршим экзархом Средней Европы. С 18 по 25 октября 1979 года возглавлял делегацию Русской церкви на VIII конференции Генеральной ассамблеи КЕЦ на острове Крит. С 27 апреля 1979 года по 11 октября 1981 года временно управлял Дюссельдорфской епархией. 6—9 февраля 1983 года присутствовал в Вене на конференции «Как устранить угрозу войны в Европе». 17—19 июня 1984 года в городе Киле, ФРГ, участвовал в научном конгрессе, проведенном Евангелической церковью Германии и Евангелическо-лютеранской церковью Северной Эльбы.
26 декабря 1984 года назначен архиепископом Свердловским и Курганским (после преобразования епархий — архиепископом Екатеринбургским и Верхотурским). Тогда же он стал временно управляющим Челябинской епархией, оставаясь им до 10—11 апреля 1989 года.
В год празднования 1000-летия крещения Руси владыка обратился к государственным властям с просьбой о возвращении мощей праведного Симеона Верхотурского, изъятых из Верхотурского монастыря в 1929 году, и святыня была передана верующим.
3 июля 1988 года по приглашению архиепископа Вологодского и Великоустюжского Михаила (Мудьюгина) участвовал в празднестве 1000-летия крещения Руси в Вологде.
Владыка Мелхиседек помогал комиссии по реабилитации от Московской патриархии, собирающей документы для создания архива безвинно погибших деятелей Православной церкви. Большое внимание владыка уделял укреплению мира между разобщёнными людьми и народами. Ежегодно он переводил в Фонд мира 1000 рублей, перечислял средства в Детский фонд имени Ленина, в фонд охраны памятников. При нём стали создаваться воскресные школы, издавались «Екатеринбургские епархиальные ведомости», «Православный вестник». Многим запомнились его проповеди.
Основал воскресную школу при Иоанно-Предтеченском соборе, где сам вёл уроки. Во время его управления епархии были возвращены храм Всех Святых, Вознесенская церковь и другая недвижимость, был заложен храм на Крови. С другой стороны, оно было ознаменовано рядом скандалов — газета «Известия» обвинила архиепископа в коррупции, чревоугодии и присвоении церковной собственности. Правозащитник Глеб Якунин включил екатеринбургского архиерея в список епископов, нанесших церкви материальный ущерб.
В начале 1993 года Мелхисидек написал депутатам Екатеринбургского городского совета и «средствам массовой информации» письмо, в котором выступил категорически против установки в центре Екатеринбурга памятника жертвам сталинских репрессий работы Эрнста Неизвестного. В итоге началась мощная общественная кампания, в которой принял участие уполномоченный Администрации Свердловской области по делам религиозных организаций. Создание памятника отложили. Монумент открыли (в сильно изменённом виде) и за пределами Екатеринбурга только осенью 2017 года.
26 февраля 1994 года по решению Священного синода назначен на служение во вновь образованную Брянскую и Севскую епархию. В Екатеринбурге это назначение восприняли как наказание.
13 марта 2002 года Священный синод удовлетворил прошение архиепископа Мелхиседека об увольнении на покой, согласно Уставу Церкви и в связи с достижением 75-летия, выразив ему благодарность за понесённые труды. С этого времени постоянно проживал в городе Климовске.
Умер 8 июня 2016 года в Климовске на 90-м году жизни в канун праздника Вознесения Господня.
10 июня 2016 г. состоялось отпевание и погребение. Заупокойную Литургию и
отпевание в Свято-Троицком соборе города Подольска совершил митрополит Крутицкий и Коломенский Ювеналий в сослужении архипастырей и духовенства. Из Екатеринбурга проститься с почившим владыкой прибыл митрополит Екатеринбургский и Верхотурский Кирилл с
клириками епархии. Погребен владыка Мелхиседек у алтаря Воскресенского храма с. Молоди Чеховского района Московской области.

## Награды
Церковные
- Орден святого равноапостольного великого князя Владимира II-й степени (16.12.1986)
- Орден святого благоверного князя Даниила Московского II-й степени (в связи с 25-летием архиерейской хиротонии, 17.6.1990)
- Медаль святого праведного Симеона Верхотурского I степени (Екатеринбургская епархия РПЦ, 2012)
- Медаль ордена святого равноапостольного князя Владимира («во внимание к трудам и в связи 50-летием архиерейской хиротонии и грядущим 65-летием служения в священном сане», 2015)[10]

Светские
- Золотая медаль «За укрепление мира» (25.6.1991)

## Публикации
- II Ватиканский Собор: Историко-критический обзор (кандидатская диссертация).
- Речь при наречении во епископа Вологодского // Журнал Московской Патриархии 1965. — № 8. — С. 7-12
- Празднование 25-летия интронизации Святейшего Патриарха Алексия в Венской епархии // Журнал Московской Патриархии. 1970. — № 5. — С. 28-29.
- Визит Предстоятеля Малабарской Церкви Индии // Журнал Московской Патриархии. 1977. — № 2. — C. 62-67.
- Исторический визит Святейшего Патриарха Пимена в Индию // Журнал Московской Патриархии. 1977. — № 6. — C. 51-59.
- Посещение Советского Союза Архиепископом Кентерберийским д-ром Фредериком Дональдом Когганом // Журнал Московской Патриархии. 1978. — № 2. — C. 66-71.
- Преподобный Герасим, первый Вологодский чудотворец (к 800-летию со дня преставления) // Журнал Московской Патриархии. 1978. — № 3. — C. 66-69.
- Покаяние — путь к совершенствованию (на начало Успенского поста) // Журнал Московской Патриархии. 1990. — № 8. — С. 47.
- О народно-церковном почитании царя страстотерпца Николая II Александровича, его августейшей семьи и сонма всех новомучеников и исповедников Российских // Православная газета. Екатеринбург. 2005. — № 27 (348). — С. 13.